# Alexandre Abdoulov
Alexandre Gavrilovitch Abdoulov (en russe : Алекса́ндр Гаврии́лович Абду́лов), né le 29 mai 1953 à Tobolsk et mort le 3 janvier 2008 à Moscou) est un acteur de cinéma et de théâtre (« Lenkom ») soviétique et russe.
Issu d'une famille d'acteurs, il monta sur scène pour la première fois à l'âge de cinq ans. Alexandre Abdoulov tourna dans plus de 140 films et joua dans de nombreuses pièces de théâtre au cours de sa carrière. Le 29 mai 2003, pour son 50e anniversaire, il reçut un message de félicitations du président russe Vladimir Poutine.
Il reçut le prix de l'événement cinématographique, lors du 15e festival Kinotavr à Sotchi en 2004.

## Biographie
Abdoulov est le fils de Gavriïl Danilovitch Abdoulov (1908-1980), metteur en scène du Théâtre dramatique de Fergana et l'actrice de théâtre Lioudmila Kraïnova. 
L'artiste a un demi-frère, Robert Kraïnov (1940-2011), ingénieur chimiste, de quatorze ans son ainé - fils du premier mariage de sa mère qui a gardé ce nom de famille après le remariage avec le père d'Alexandre. Il a également un frère Vladimir (1947-1980).
Alexandre Abdoulov voulait devenir sportif de haut niveau, il pratiquait plusieurs disciplines sportives, notamment l'escrime. Mais son père l'encouragea à devenir acteur. Il débuta dans À propos de Vitia, de Macha et des forces marines en 1974. Il sortit diplômé du GITIS de Mosou en 1975 et entra au théâtre du Lenkom, dont la troupe était dirigée par Mark Zakharov.
Alexandre Abdoulov joua dans de nombreux films dans les années 1970. Il joua dans la version télévisée de Mark Zakharov des Douze Chaises en 1977, et connut la célébrité en 1978 dans Un miracle ordinaire. Il joua aussi en 1979 dans le film Il ne faut jamais changer le lieu d'un rendez-vous avec Vladimir Vyssotski.
Il était considéré dans les années 1980 comme un jeune premier bourreau des cœurs. Il joua en 1982 dans Cherchez la femme, Les Magiciens et La Femme en blanc.
L'acteur perd son père en 1980, d'un infarctus du myocarde. Quelques mois plus tard, son frère Vladimir est retrouvé battu à mort, une nuit dans un square. L'enquête ne donnera rien.
Il joua dans le film La Maison que Swift a construite (1983) à propos de Jonathan Swift, où il interpréta le docteur Simpson, et en 1984 dans La Formule de l'amour. L'année suivante, il tourna dans À la recherche du capitaine Grant, puis dans La plus charmante et jolie et En avant, cadets de la marine !.
Alexandre Abdoulov joua ensuite dans Dix petits nègres (d'après le roman policier d'Agatha Christie et Dix petits indiens) en 1987, puis dans Tuer un dragon en 1988. L'année d'après, il joua dans La rose noire - symbole de mélancolie, la rose rouge - symbole d'amour.
En 1991, Abdoulov apparut dans Le Génie et dans La Maison sous un ciel étoilé. En 1992, on le voit dans le film Or. Il travailla le plus souvent sur la scène du Lenkom dans les années 1990. En l'an 2000, il joua dans Le miracle de Noël avec Tchoulpan Khamatova. En 2002, il participa à des feuilletons télévisés, comme les séries Next (en anglais dans le texte), où il interpréta un oligarque. En 2003, il continua dans Next 2 et en 2004 dans À propos de l'amour.
Abdoulov joua dans des films ou séries télévisées Anna Karénine et Le Maître et Marguerite de Vladimir Bortko en 2005. En 2006, il mit en scène la pièce Vol au-dessus d'un nid de coucou au Lenkom et interpréta le rôle principal de Randall P. McMurphy (qui avait été joué par Jack Nicholson dans le film américain du même nom). Abdoulov joua aussi dans le film Attaque sur Léningrad.
Abdoulov reçut en 1991 le titre d'Artiste du peuple de le RSFS de Russie.
Le Maître et Marguerite (série, 2005)
En 2008, à titre posthume, on lui a décerné le prix du meilleure second rôle masculin des Turandot de cristal, pour le spectacle Le Barbare et le hérétique du Théâtre Lenkom (l'adaptation du roman Le Joueur de Fiodor Dostoïevski) et un Aigle d'or du meilleure second rôle masculin pour le film Artistka de Stanislav Govoroukhine.

## Attitude vis-à-vis des médias
Abdoulov avait de mauvaises relations avec les médias, en particulier avec les journaux dits « People » à la fin de sa vie. Il réagissait mal aux informations douteuses qui étaient divulguées sur lui et détestait les journalistes sans scrupule qui fouillaient sa vie privée.
Un jour par défi, Abdoulov déclara qu'il avait un pistolet (avec une licence) et qu'il n'hésiterait pas à tirer sur quiconque entrerait sans invitation dans sa datcha pour son prochain anniversaire…

## Mariages
Alexandre Abdoulov s'est marié à trois reprises. Il épouse d'abord l'actrice Irina Alfiorova, dont il a une belle-fille, Ksenia Alfiorova. Ils étaient mariés de 1976 à 1993. Sa deuxième compagne est une directrice de théâtre prénommée Galina Lobanova, ils ont vécu ensemble pendant sept ans, mais leur union n'a pas été officialisée. Et en 2006, il épouse Julia Miloslavskaïa, qui donne naissance à sa fille Eugenia début 2007.

## Maladie et mort
En août 2007, l'acteur a des problèmes de santé, à première vue un ulcère gastrique. Cependant, en septembre de la même année on lui diagnostique un cancer des poumons dans une clinique israélienne. Les médecins aussi bien les russes que les israéliens s'accordent que sa maladie est avant tout due au tabagisme .
Abdoulov est vu pour la dernière fois en public en décembre 2007 à la cérémonie des récompenses du Kremlin où le président russe Vladimir Poutine lui décerne l'Ordre du Mérite pour la Patrie.
Il meurt le 3 janvier 2008 à Moscou à l'âge de 54 ans. Il est inhumé au cimetière Vagankovo.

## Citation
Dans une interview accordée quelques mois avant sa mort, Abdoulov dit : "Dieu connaît la longueur d'une vie, mais sa largeur ne dépend que de la personne".

## Filmographie
- 1973 : Pro Vitiou, pro Machou i morskouïou pekhotou
- 1974 : Moscou, mon amour (Moskva, lioubov moïa)
- 1976 : Les Douze Chaises de Mark Zakharov (série télévisée)
- 1977 : Un miracle ordinaire (Obyknovennoe tchoudo)
- 1978 : La Fleur écarlate (Аленький цветочек)
- 1979 : Il ne faut jamais changer le lieu d'un rendez-vous (Miesto vstretchi izmenit' nelzia)
- 1979 : Ce même Münchausen (Тот самый Мюнхгаузен, Tot samyi Munchausen) téléfilm de Mark Zakharov : Heinrich Ramkopf
- 1982 : Cherchez la femme (Isschitie jenschinou)
- 1982 : Magiciens
- 1983 : Junona i Avos
- 1984 : La formule de l'amour (Formoula Lioubvi)
- 1985 : La plus charmante et attirante (Samaïa obaïatelnaïa i privlekatielnaïa)
- 1986 : À la recherche du capitaine Grant (В поисках капитана Гранта) de Stanislav Govoroukhine : Bob Learce
- 1987 : Garde-marines, en avant !
- 1988 : Tuer le dragon (Oubit drakona)
- 1989 : Rose noire – emblème de la tristesse, rose rouge – emblème de l’amour de Sergueï Soloviov : le petit ami d'Alexandra
- 1991 : Une Maison sous le ciel étoilé : Jora
- 1991 : Genius
- 1991 : Humiliés et Offensés (Униженные и оскорблённые)  de Andreï Echpaï : Philippe
- 1993 : Nastia (Настя) de Gueorgui Danielia : préfet
- 1993 : Pominalnaïa molitva
- 1994 : Café au citron (Kafe v Limon')
- 2005 : Le Maître et Marguerite de Vladimir Bortko d'après Mikhaïl Boulgakov
- 2006 : Park Sovietskogo Perioda
- 2006 : Réception après un enterrement
- 2007 : Anna Karénine (TV, sorti en 2009)
- 2007 : Artistka
- 2007 : Attaque sur Léningrad
- 2007 : Louzer (Looser)
- 2008 : Mika i Alfred

## Note
1. ↑  « Célèbre acteur russe Alexandre Abdoulov et mort », sur www.russie.net (consulté le 1er février 2016)
2. 1 2 3  Татьяна Зайцева, « Людмила Крайнова: «Саша хотел, чтобы мы жили вместе!» », sur 7days.ru (consulté le 4 juin 2015)
3. ↑  (ru) (en) « A short biography »
4. ↑  Émission Tchelovek i zakon, à la télévision russe canal 1
5. ↑  « Вдова Абдулова Юлия Милославская: Наша дочка скучает по Саше. И он это чувствует.... », sur Komsomolskaïa Pravda,‎ 2011 (consulté le 4 juin 2015)
6. ↑  (ru) « У Александра Абдулова обнаружен рак легких. », sur lenta.ru,‎ 2007 (consulté le 4 juin 2015)
7. ↑  (en)« US President’s surgeon to Save from Cancer Russian Actor », sur russia-ic.com (consulté le 9 juin 2017)
8. ↑  (ru) (en) « Russian Information Agency "News" »
9. ↑  (ru)https://www.newsru.com/cinema/03jan2008/abdulov.html
10. ↑  Lenta.ru: Кино: Занавес